# 앤 바턴
앤 바턴(Anne Barton, 1924년 3월 20일 ~ 2000년 11월 27일)은 미국의 배우, 영화배우이다.
에번즈빌에서 태어났으며 로스앤젤레스에서 사망하였다.

## 영화
- 그레이트 노스필드 미네소타 레이드 (1972년)
- 서부로 가는 길 (1967년)
- 제인의 말로 (1962년)
- 왼손잡이 건맨 (1958년)
- 페리 메이슨 (1957년)
- 딜론 보안관 (1955년)